# وزغ قفقازی
 وزغ قفقازی(نام علمی: Bufo verrucosissimus) نام یک گونه از تیره وزغ‌های راستین است.